# Zygophyllum turcomanicum
Zygophyllum turcomanicum är en pockenholtsväxtart som beskrevs av Fisch. och Karel.. Zygophyllum turcomanicum ingår i släktet Zygophyllum och familjen pockenholtsväxter. Inga underarter finns listade i Catalogue of Life.